# 青函トンネル記念館青函トンネル竜飛斜坑線
青函トンネル竜飛斜坑線（せいかんトンネルたっぴしゃこうせん）は、一般財団法人青函トンネル記念館が運営している、青森県東津軽郡外ヶ浜町の青函トンネル記念館内にあるケーブルカーである。

## 概要
地上の「青函トンネル記念館駅」と地下の「体験坑道駅」を結んでおり、総走行距離は778 m（うち海面下部分が140 m）である。青函トンネル記念館駅（正確には同駅に面する道路を挟んで反対側にある建屋内）に巻き上げ機があり、同駅では2名の係員のうち1名がケーブルカーの操作、1名が風通門の開閉を行う。体験坑道駅には係員が1名待機している。定員40名の車両が1両で運転され、全線が単線ですれ違い部分はない。ただし、体験坑道付近に分岐点があり、作業輸送用の線路が存在する。車両には「セイカン1」の形式名と「もぐら号」の愛称が付けられている。記念館の休館中も、トンネル内のメンテナンス作業のために使用されているが、車両は作業用のもの（定員は営業用より少ない）を使用する。
実質的には一施設におけるアトラクションに近い形態であるが、鉄道事業法に基づいて運営されており、同法により運賃・ダイヤグラムの設定や安全報告書の公表が義務付けられ、併せて運営状況を国土交通省鉄道局による各種統計からも確認することができる。
元々は青函トンネル工事における作業員の移動や物資の輸送などを目的として建設されたもので、青函トンネルにある2つの定点のうち、本州側の竜飛定点（旧・竜飛海底駅）に通じている。青函トンネルを走行中の列車が火災などを起こしたときは、原則としてはトンネルを走り抜けるが、それが難しい場合は列車が竜飛定点または吉岡定点（旧・吉岡海底駅）に停車する。北海道側の吉岡定点の斜坑にも同様の目的で建設されたケーブルカーが存在するが、こちらは体験坑道としての一般公開はされておらず、鉄道事業法に基づく事業許可も受けていない。乗客は各定点にあるケーブルカーで地上に避難する。
現行運賃（2021年4月23日改定）は片道600円・往復1,200円（小人半額）であるが、通常は往復利用のみで片道乗車券の発売はない。青函トンネル記念館（展示ホール）の入場料とのセット割引券もある。
営業は9時台から17時台までで、閑散期は50分間隔、多客期は25分間隔で運行される。冬季（11月上旬 - 翌年4月下旬）は、アクセス道路の国道339号が閉鎖されるため青函トンネル記念館が休館し、本路線も運休する。
かつて北海道旅客鉄道（JR北海道）が実施していた「竜飛海底駅見学コース」では竜飛海底駅と体験坑道駅を行き来できていたが、青函トンネル記念館から当路線を利用して下りた場合は竜飛海底駅に入場することはできなかった。当時の見学順は次の通り。
青函トンネル記念館駅 -（ケーブルカー乗車：9分） - 体験坑道駅 … 徒歩による構内での説明（約40分から45分・構内にトイレなし）… 体験坑道駅 -（ケーブルカー乗車：7分）- 青函トンネル記念館駅
竜飛海底駅については2013年11月10日で見学を終了し、2014年3月14日限りで廃止されたが、当路線の運行および体験坑道の見学は2014年度以降も実施されている。

## 路線データ
- 路線距離：実距離778m（営業キロ0.8km）
- 軌間：914mm
- 駅数：2駅（起終点駅含む）
- 最大勾配：全線25%

## 歴史
- 1988年（昭和63年）
  - 3月11日：道の駅みんまやにて、財団法人青函トンネル記念館が開館。
  - 3月13日：JR北海道海峡線（津軽海峡線）が開業。青函トンネルが供用を開始。
  - 7月9日：青函トンネル竜飛斜坑線が開業[1]。青函トンネル記念館駅、体験坑道駅が開設[1]。
- 2002年（平成14年）：青函トンネル記念館駅が東北の駅百選に選定される。
- 2015年（平成27年）4月3日：青函トンネルを走行していた特急「スーパー白鳥34号」の床下から煙が発生。乗客・乗員がケーブルカー経由で地上に避難する[5]。

## 駅一覧

### 青函トンネル記念館駅
斜坑1面1線の地上駅。風圧防止と、列車無人走行による事故防止のため、通風門がある。通風門開場中は、駅構内に入ることはできない。入り口は青函トンネル記念館と同じではあるが、入場券購入後、入って左側に進まなければならない。
2002年（平成14年）、「世界一長い海底トンネルの記念館」として、東北の駅百選に選定された。

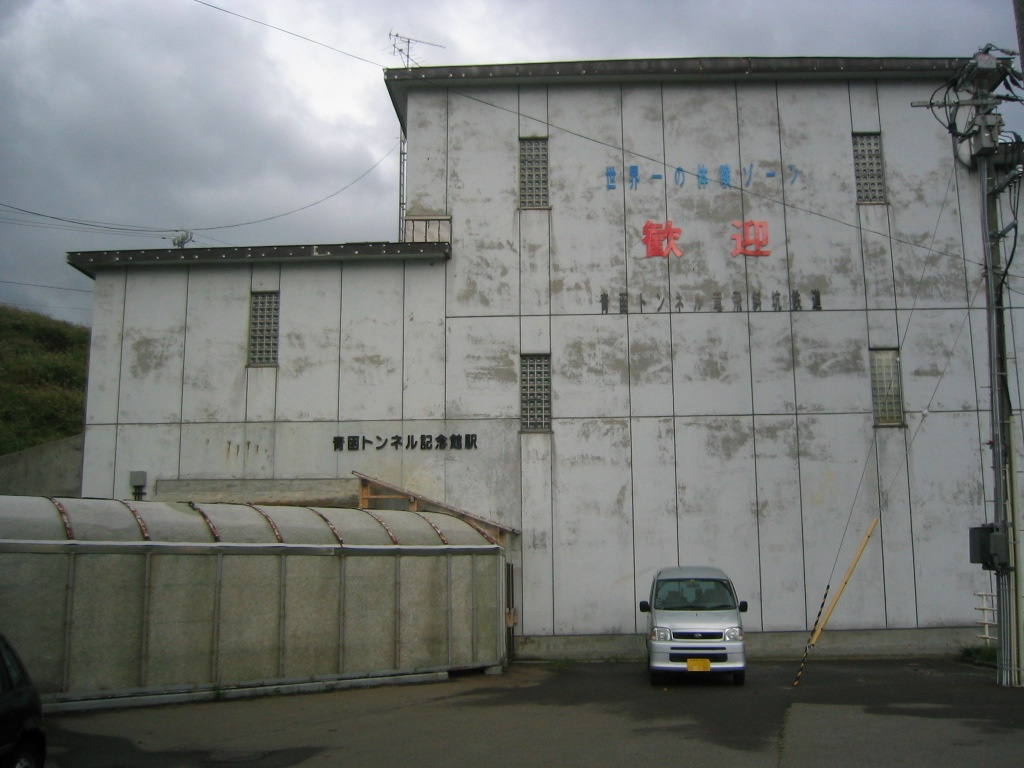
青函トンネル記念館駅外観（2006年9月）
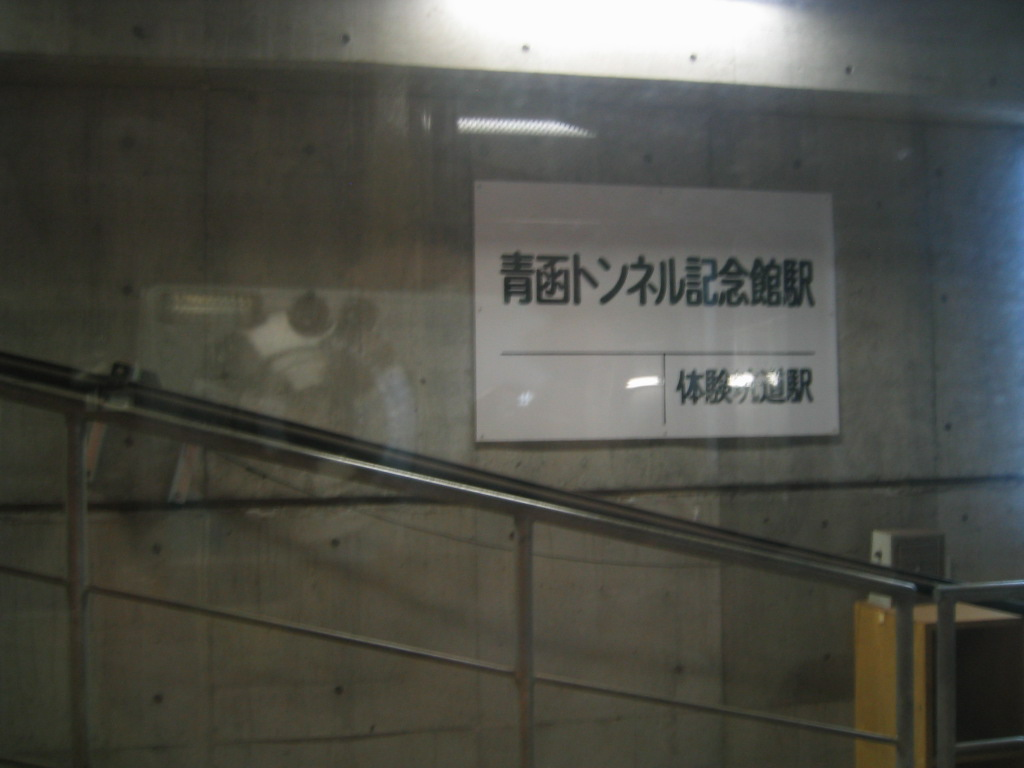
青函トンネル記念館駅-駅名標
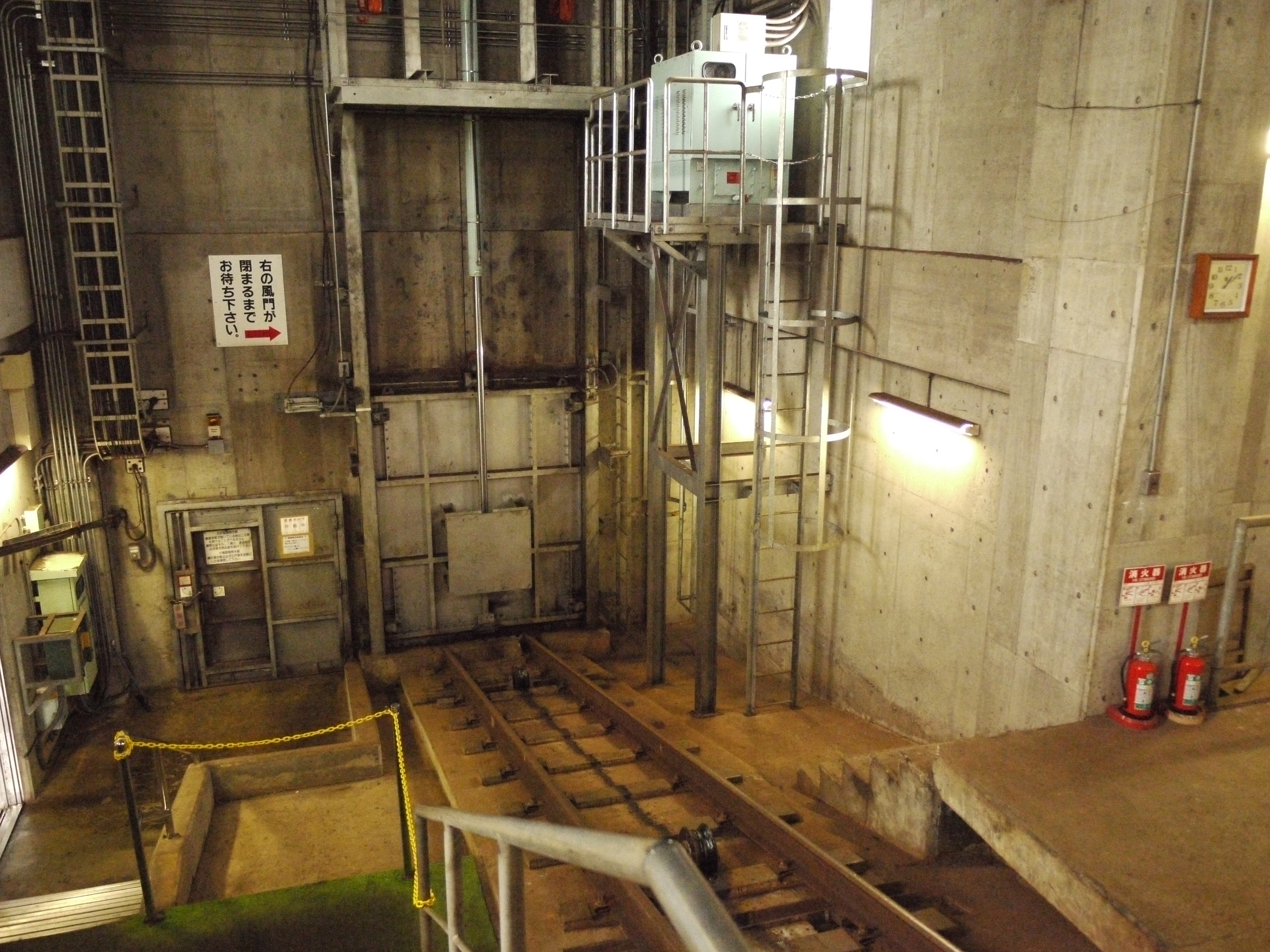
青函トンネル記念館駅-通風門（2012年5月）

### 体験坑道駅
斜坑1面1線ホームを持つ地下駅であり、2014年3月15日に海峡線の2つの海底駅が廃止された後は、世界で最も海抜の低い駅となっている。

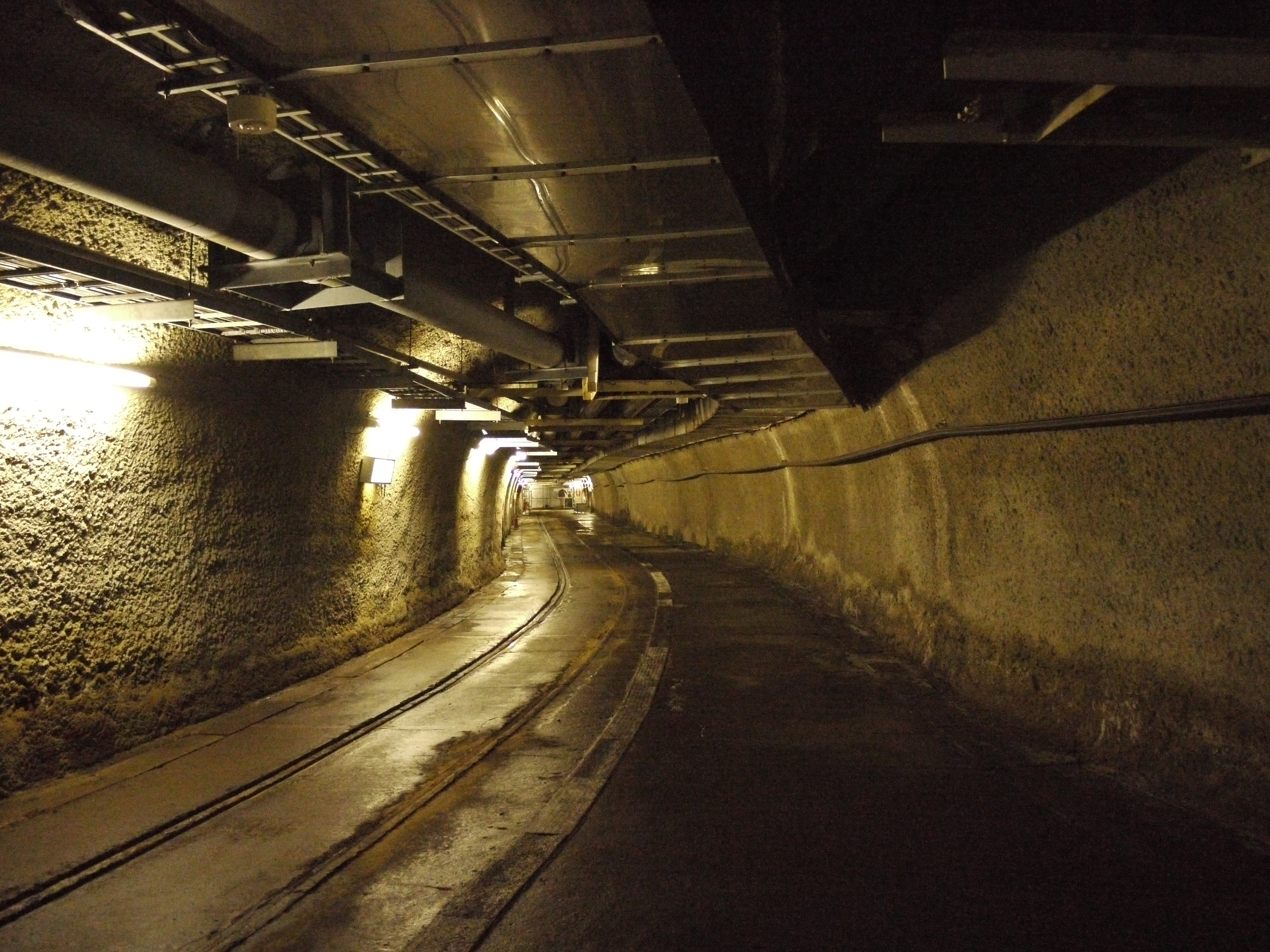
体験坑道駅 - 青函トンネル内の体験坑道の様子（2012年5月）
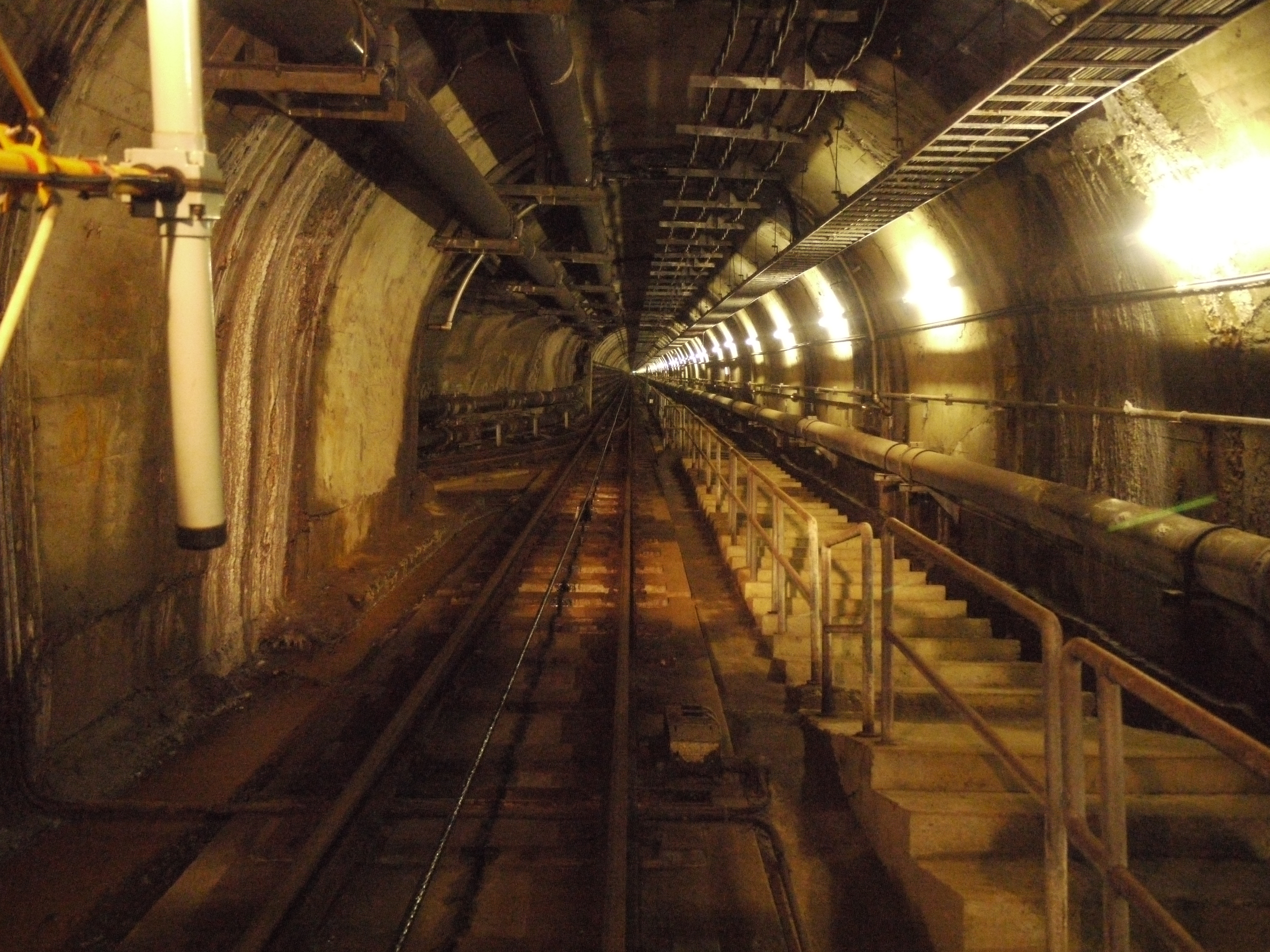
体験坑道駅 - 体験坑道駅から見た線路の様子（2012年5月）

## 過去の接続路線
- 体験坑道駅：北海道旅客鉄道（JR北海道）海峡線竜飛海底駅（2014年3月14日限りで廃止）